# János Székely (vescovo)
János Székely (Budapest, 7 giugno 1964) è un vescovo cattolico ungherese, dal 18 giugno 2017 vescovo di Szombathely.

## Biografia
È il padrino di battesimo di Henriett Seth F. (~Henrietta Fajcsák).

## Opere
- Leszállt közénk a Szent Isten; Szent István Társulat, Bp., 2015
- Mindenki érte él; Martinus Kiadó, Szombathely, 2018
- Én vagyok az út; Martinus Kiadó, 2020

## Genealogia episcopale
La genealogia episcopale è:
- Cardinale Scipione Rebiba
- Cardinale Giulio Antonio Santori
- Cardinale Girolamo Bernerio, O.P.
- Arcivescovo Galeazzo Sanvitale
- Cardinale Ludovico Ludovisi
- Cardinale Luigi Caetani
- Cardinale Ulderico Carpegna
- Cardinale Paluzzo Paluzzi Altieri degli Albertoni
- Papa Benedetto XIII
- Papa Benedetto XIV
- Papa Clemente XIII
- Cardinale Enrico Benedetto Stuart
- Papa Leone XII
- Cardinale Chiarissimo Falconieri Mellini
- Cardinale Camillo Di Pietro
- Cardinale Mieczysław Halka Ledóchowski
- Cardinale Jan Maurycy Paweł Puzyna de Kosielsko
- Arcivescovo Józef Bilczewski
- Arcivescovo Bolesław Twardowski
- Arcivescovo Eugeniusz Baziak
- Papa Giovanni Paolo II
- Cardinale Péter Erdő
- Vescovo János Székely